# Mou Suppe
Mou Suppe er et dansk varemærke, hvorunder der er produceret suppe og suppetilbehør siden 1960'erne. Suppeproduktionen startede ud fra en traditionel slagterbutik i Esbjerg, og udviklede sig til en reel industriproduktion. I dag er varemærket og produktionsfaciliteter i Tarp ved Esbjerg ejet af Tulip Food Company.

## Historie
Sigurd (1913-1996) og Vera Mou (1918-2017) startede i 1953 en lille slagterforretning på Hjertingvej i Esbjerg, hvor Vera var medhjælpende hustru. Konkurrencen var hård og der var kamp om kunderne. Vera Mou begyndte derfor at fremstille kød- og melboller efter sin mors gamle opskrift, og det viste sig at være en god idé, der fik mange kunder til at komme i forretningen. Kvinderne var begyndt at komme ud på arbejdsmarkedet og havde ikke tid til at lave tidkrævende mad som at koge suppe, så i 1966 begyndt Vera Mou at koge oksekødssuppe fra bunden af gode råvarer, tilsat en portion tålmodighed på otte timers kogetid, og bagefter fryse den ned. Det blev en succes, som også andre slagterforretninger fulgte op, de købte Mous supper og engagerede Vera Mou til at demonstrere og give smagsprøver. Senere kom hønsekødsuppe og andre varianter til. Den lille slagterforretning blev efterhånden for trang til den stigende produktion af supper og boller, hvorfor man i 1970 flyttede suppeproduktionen ud i en fabrik.
94-årige Vera Mou fortæller i et interview offentliggjort i 2012 om engang fabrikken fik besøg af Finansieringsinstituttet i forbindelse med lån til udvidelse. Da rundturen kom til administrationen, kunne repræsentanten fra instituttet konstatere, at han aldrig havde set så lille et kontor. Til det svarede Vera, at de jo ikke var kontoret de skulle leve af, de skulle leve af at arbejde. Et konkret driftsøkonomisk faktum var, at hver medarbejder årligt producerede 1,2 millioner liter suppe.
I en længere udgave af samme interview, offentliggjort i 2018, genfortæller hun hele historien om vejen fra slagterbutik til fabrik.
I 1995 blev Mou opkøbt af Danish Prime og varemærket Mou Suppe blev en del af Tulip Food Company, som fortsat tilbereder supper efter Vera Mous opskrifter og viderefører hendes traditioner.

## Ekstern henvisning
- Mous hjemmeside
- Vera Mou interview offentliggjort i 2012
- Vera Mou interview offentliggjort i 2018